# James Walker (chimiste)
Pour les articles homonymes, voir James Walker et Walker.
James Walker (6 avril 1863 - 6 mai 1935) est un chimiste écossais .

## Biographie
Il est né à Logie House, dans le nord-ouest de Dundee , fils de James Walker de J & H Walker, filateurs et tisserands de jute et de lin, et propriétaires de Dura Works et de Susan Hutchison Cairns .
Il fait ses études au lycée de Dundee et, bien qu'il ait réussi l'examen d'entrée à l'université de St Andrews, il rejoint plutôt l'entreprise de son père. Il y reste trois ans, puis entre à l'université d'Édimbourg pour y étudier les sciences en 1882. Il obtient un BSc en 1885 et un doctorat en 1886 . Il passe ensuite trois ans en Allemagne, travaillant avec Ludwig Claisen, Adolf von Baeyer et Wilhelm Ostwald. Après un doctorat à l'université de Leipzig en 1889, il retourne en Grande-Bretagne, travaille à Édimbourg et à l'University College de Londres, avant d'être nommé professeur de chimie à l'University College de Dundee en 1894.
En 1890, il est élu membre de la Royal Society of Edinburgh avec comme proposants Alexander Crum Brown, John Gibson, Leonard Dobbin et Ralph Stockman (en). Il est un membre actif de la Société servant de nombreuses années en tant que conseiller et vice-président de 1916 à 1919. Il remporte leur prix Makdougall-Brisbane pour 1892-1894 et le prix Gunning Victoria Jubilee pour 1928 à 1932 .
En 1908, il retourne à Édimbourg pour succéder à Alexander Crum Brown comme professeur de chimie à l'université d'Édimbourg. Il réside alors au 5 Wester Coates Road .
Le principal intérêt de recherche de Walker est la chimie physique. Il étudie les méthodes d'électrolyse dans la synthèse des acides dicarboxyliques, les constantes de dissociation des acides et des bases, et mesure les poids moléculaires par abaissement du point de congélation. Bien qu'il ne soit personnellement crédité d'aucune découverte vraiment majeure, il est vulgarisateur des nouvelles théories controversées de la chimie physique d'Ostwald, van't Hoff et Arrhenius dans le monde anglophone. C'est ce qu'il fait grâce à sa traduction de 1890 de Grundriss der allgemeinen Chemie (Outlines of General Chemistry) d'Ostwald et à son propre manuel Introduction to Physical Chemistry (1899), qui devient une référence dans de nombreuses universités britanniques.
Walker est élu membre de la Royal Society en 1900 et reçoit la médaille Davy en 1926.
Pendant la Première Guerre mondiale, il supervise la production d'explosifs sur un site éloigné à Roslin au sud d'Édimbourg. Il est fait chevalier par le roi George V en 1921.
Il est président de la Chemical Society 1921/23. Il prend sa retraite en 1928 et meurt à Édimbourg le 6 mai 1935.

## Famille
En 1897, il épouse Annie Purcell Sedgwick (1871-1950), également chimiste bien qu'elle ait abandonné la recherche en 1905. Ils sont les parents du géologue Frederick Walker (1898-1968).